# Copa do Mundo de xadrez de 2002
A Copa do Mundo de xadrez de 2002 foi um torneio de xadrez com 24 jogadores, disputado entre 9 e 22 de outubro de 2002 em Hyderabad, Índia. A competição foi patrocinada pela Ramoji Film City e organizado pela FIDE em conjunto com a federação de xadrez da Índia. O vencedor foi Viswanathan Anand que derrotou Rustam Kasimdzhanov na final e manteve o título..